# リューベック-ハンブルク線
リューベック-ハンブルク線 （リューベック-ハンブルクせん、ドイツ語: Bahnstrecke Lübeck–Hamburg）とは、ドイツ連邦共和国シュレースヴィヒ＝ホルシュタイン州リューベックのリューベック中央駅からバート・オルデスローを経てハンブルクのハンブルク中央駅に至る全長62.8kmのドイツ鉄道の路線である。渡り鳥コースの一部を形成している。

## 歴史
ハンブルクとリューベックを直接結ぶ鉄道を建設する計画が始めて立てられたのは1831年のことであった。当時デンマーク領であったグリュックシュタット経由での建設計画をデンマーク当局が拒否したことにより、リューベック・ビューヒェン鉄道によりビューヒェン経由での路線が建設された。バート・オルデスロー経由の全長32kmの路線は1865年8月1日に開通した。1875年から76年にかけては複線化が行われた。
1963年にはコペンハーゲンに至る渡り鳥コースの一部に組み込まれ、長距離列車の輸送量が増加した。このほか、東ドイツのロストックに向かう列車も存在した。
1960年代から70年代にかけてはV200形によるプッシュプル列車が運行されていた。
2008年に電化が行われ、ICEの運行が開始された。

## 列車
フュン島とシェラン島を結ぶグレートベルト・リンクの建設により、ハンブルク - リューベック - コペンハーゲン間の長距離列車の輸送量は顕著に減少した。2007年12月からはドイツ鉄道のICE TDおよびデンマーク国鉄のIC3型の運行が開始された。
リューベック - ハンブルク間のREは毎時1 - 2本運行されている。RBはハンブルク - バート・オルデスロー間に各駅停車として運行されている。
全線が電化されており、ICE、EC、IC、RE、RBおよびハンブルクSバーンが運行されている。この他重量級の貨物列車も走行している。